# Polyphysia hystricis
Polyphysia hystricis är en ringmaskart som först beskrevs av McIntosh 1922.  Polyphysia hystricis ingår i släktet Polyphysia och familjen Scalibregmatidae. Inga underarter finns listade i Catalogue of Life.